# Tengőd
Tengőd là một thị trấn thuộc hạt Somogy, Hungary. Thị trấn này có diện tích 30,21 km², dân số năm 2010 là 505 người, mật độ 17 người/km².